# Яссер Сейраван
Сейраван (Seirawan) Яссер (нар. 24.03.1960, Дамаск) — шахіст США, міжнародний майстер з 1979, міжнародний гросмейстер з 1980. 
Ело 1999 = 2653.

## Біографія
Яссер Сейраван – нар. у м. Дамаск. Виховувався у англо-сирійській сім'ї. 
1967 сім'я  емігрувала з Сирії до США у м. Сіетл. 
З шахами юнак познайомився у дванадцять років. 
12 місяців тренувань знадобилося Яссеру, щоб виграти чемпіонат штату Вашингтон. 
Тренер Сейравана - багаторазовий чемпіон Сіетла Джеймс Маккомрік

## Результати
1979 - здобув звання чемпіона світу серед юнаків. 
Брав участь в Всесвітніх олімпіадах 1980, 1982, 1986 в складі команди США.
Найкращі результати в чемпіонатах США:
1981,  зональний турнір ФІДЕ (1-2 місце, з У. Брауном);
1986 (1 місце),
1987 (1 місце),
1999 (3-4 місце).
Срібний призер всесвітньої шахової олімпіади у складі команди США в Елісті 1998;
Учасник олімпіад 1980, 1982, 1986. 
З 1980-х брав участь в змаганнях на першість світу.
Міжзональні турніри:
Толука 1982 (4-7 місце);
Біль 1985 (2 місце); 
Загреб 1987 (2-3 місце); 
Монпельє 1985, турнір претендентів (10-12 місце). 
У складі обраних шахістів світу грав у матчі з командою СРСР в Лондоні 1984 за 6-ю шахівницею.
Результати міжнародних турнірів:
Ніш 1979 (1-2 місце);
Мальме 1979 (2-5 місце);
Вейк-ан-3ее 1980 (1-2 місце); 
Торремолінос 1980 (1 місце);
Буенос-Айрес 1981 (2-3 місце);
Лондон 1980 (1-3 місце), 1982 (3 місце), 1984 (5-6 місце);
Мар-дель - Плата 1982 (3-5 місце); 
Лугано 1983 (1), 1984 (2- 5 місце);
Голлівуд 1985, 498 учасників (1-3 місце);
Нью - Йорк 1985 (1-6 місце);
Брюссель 1986 (7 місце); 
Філадельфія 1986 (2-7 місце);
Лугано і Нью-Йорк 1987 (1-2 місце); 
Амстердам 1996 (7 місце); 
Мерлвілл 1997 (4 місце);
Балі 2000 (5 місце); 
Джакарта 2000 (5 місце);
Прага 2002, 32 учасники (програв Б. Гельфанду в 1/16 фіналу);
Майнц 2004, 542 учасники (2-8 місце).
1999 - матч з М. Адамсом на Бермудських островах.  (5 : 5); 
2002 - матч з Се Цзюнь у Янані (2 : 2); 
Виграв матч у Жу Чен  (3,5 : 0,5).
Сейраван відомий як шаховий теоретик з напрацюваннями у дебютах: Захист Грюнфельда,
захист Каро-Канн, Французький захист. 
Автор книг :
«Шаховий підручник»;
«Як грати дебют»;
«Шаховий підручник, Партії-перли»;
«Шаховий підручник стратегії»;
«Шаховий підручник тактики»;
«Шаховий підручник безпрограшної гри» (пер. російською) .